# خيرولف من هولندا
خيرولف Gerolf أو Gerulf (حوالي 850 - 895/896) ثاني كونت يحمل هذا الاسم شهدته منطقة فريزلاند (التي تشمل أيضاً هولندا في ذلك الوقت). وكانت منطقة كينيمرلند هي منطقة سلطة خيرلوف الرئيسية. ويعتبر خيرلوف هو مؤسس مقاطعة هولندا، رغم أن اسم «هولندا» لم يظهر إلا لاحقاً. وسلسلة أسلافه غير واضحة، لكنه قد يكون ابن أو- على الأرجح- حفيد خيرولف الأول، الذي كان كونت منطقة فريزيا في عهد الإمبراطور لويس الأول (ازدهر 833) والذي انضم في وقت لاحق للدير.